# Stiphropus
Stiphropus is een geslacht van spinnen uit de  familie van de Thomisidae (krabspinnen).

## Soorten
- Stiphropus affinis Lessert, 1923
- Stiphropus bisigillatus Lawrence, 1952
- Stiphropus dentifrons Simon, 1895
- Stiphropus drassiformis (O. P.-Cambridge, 1883)
- Stiphropus duriusculus (Simon, 1885)
- Stiphropus falciformus Yang, Zhu & Song, 2006
- Stiphropus gruberi Ono, 1980
- Stiphropus intermedius Millot, 1942
- Stiphropus lippulus Simon, 1907
- Stiphropus lugubris Gerstäcker, 1873
- Stiphropus melas Jézéquel, 1966
- Stiphropus minutus Lessert, 1943
- Stiphropus monardi Lessert, 1943
- Stiphropus niger Simon, 1886
- Stiphropus ocellatus Thorell, 1887
- Stiphropus sangayus Barrion & Litsinger, 1995
- Stiphropus scutatus Lawrence, 1927
- Stiphropus sigillatus (O. P.-Cambridge, 1883)
- Stiphropus soureni Sen, 1964
- Stiphropus strandi Spassky, 1938